# Bayerischer Jugendring
Der Bayerische Jugendring (BJR) KdöR ist die Arbeitsgemeinschaft der Jugendverbände, -gemeinschaften und -initiativen in Bayern. Der BJR ist die Arbeitsgemeinschaft der 34 landesweiten und 40 (über-)regional tätigen Jugendverbände und 323 örtlichen Jugendgruppen in Bayern. Strukturell ist er in sieben Bezirksjugendringe sowie 96 Stadt- und Kreisjugendringe gegliedert. Der BJR setzt sich für die Interessen von Kindern und Jugendlichen in Bayern ein. Zudem sind dem BJR durch Rechtsverordnung seit 1993 alle wesentlichen Aufgaben eines Landesjugendamts nach § 85 Abs. 2 SGB VIII übertragen worden.

## Geschichte
Der BJR wurde nach dem Zweiten Weltkrieg 1947 als Folgeorganisation des von 1946 bis 1947 bestehenden Landesjugendausschusses gegründet. Der erste Vorsitzende war Alois Johannes Lippl. 1948 war Martin Faltermaier der Präsident des BJR. Der Vizepräsident war bis 1951 Heinz Beck. Im Geiste der Völkerverständigung wurden Weiterbildungen von Lehrkräften in Jugendleiterschulen, beispielsweise in Schloss Neubeuern und Niederpöcking, sowie ab Mitte 1949 auf Veranlassung der Jugendabteilung der US-amerikanischen Militärregierung in Bayern Austauschprogramme durchgeführt, in denen Delegationen (denen unter anderen Alfred Christmann, Gerhard Fauth, Willy Ginhold (DGB), Anton Graßl, Helene Guyot, Karl Maly (BJR) und Lilo Ramdohr angehörten) in die Vereinigten Staaten reisten. Den Delegierten wurden moderne Erkenntnisse der Jugendpsychologie vermittelt, und diese flossen so erstmals in die deutsche Jugendarbeit der Nachkriegszeit ein.
Während der Corona-Pandemie machte der Bayerische Jugendring in den Jahren 2021 und 2022 auf die Belastungen junger Menschen aufmerksam. So hätte die psychische Gesundheit von Kindern und Jugendlichen sehr gelitten, die Auswirkungen seien immer stärker auch in der Jugendarbeit und Jugendsozialarbeit zu spüren. Als Reaktion und als zielgerichtete Unterstützung für pädagogische Fachkräfte erarbeitete der Bayerische Jugendring gemeinsam mit der Aktion Jugendschutz Bayern und der Landesarbeitsgemeinschaft Jugendsozialarbeit Bayern eine Arbeitshilfe zum Thema mit dem Titel „Jung und gesund!?“.
In der 162. Vollversammlung des Bayerischen Jugendrings kandidierte der bisherige BJR-Präsident Matthias Fack nach 12 Jahren nicht mehr. Der scheidende BJR-Präsident Fack zog eine positive Bilanz seiner Amtszeit und erinnerte daran, dass sich die Jugendarbeit bei seinem Antritt mit massiven Haushaltskürzungen durch die Bayerische Staatsregierung konfrontiert sah. Unter seiner Führung habe der BJR die haupt- und ehrenamtlichen Strukturen in den Jugendringen bedarfsgerecht ausgebaut, eine Basisförderung der Verbände eingeführt und das internationale Netzwerk erweitert.
Im Mai 2023 startete der Bayerische Jugendring zusammen mit dem Verein Vote16 ein Volksbegehren, um das Wahlalter auch auf kommunaler Ebene und für die Landtagswahlen in Bayern auf 16 Jahre abzusenken. BJR-Präsident Seitz betonte, dass diese Initiative notwendig sei, um mehr politische Teilhabe für junge Menschen zu erreichen. Schon wenige Wochen nach dem Start teilten die Organisatoren mit, dass die für die Einreichung des Volksbegehrens notwendigen 25.000 Unterschriften erreicht wurden. Der Bayerische Rundfunk bezeichnete dies als „großen Erfolg für die junge, überparteiliche Initiative“.
Ende des Jahres 2023 richtete der BJR eine bayernweite Antidiskriminierungsberatung ein. Ziel dieser bayernweiten Antidiskriminierungsberatung soll es nach Angaben des BJR sein, Betroffene unabhängig von der Art der Diskriminierung zu unterstützen. Der BJR kooperiert hierbei mit dem Dachverband der Integrationsbeiräte AGABY. Die Bundesbeauftragte für Antidiskriminierung, Ferda Ataman, besuchte kurz nach dem Start den Bayerischen Jugendring und die Antidiskriminierungsberatung. Ataman betonte bei ihrem Besuch: „Ich freue mich, dass mit der mobilen Antidiskriminierungsberatung jetzt mehr Menschen im ländlichen Raum Bayerns die Unterstützung bekommen, die sie brauchen.“ Ebenfalls im Jahr 2023 wurde das Projekt Digital Streetwork Bayern des Bayerischen Jugendrings als einziges deutsches Projekt für den jährlich vergebenen European Social Services Award (ESSA) in der Kategorie „Digital Transformation“ (Digitaler Wandel) nominiert.
Als Reaktion auf die Ergebnisse der bayernweiten U18-Jugendwahl im September 2023 forderte der BJR unter anderem gezielte Förderprogramme zur Stärkung von Gemeinschaft und Demokratie. Im Mai 2024 teilte die bayerische Staatsministerin Ulrike Scharf gemeinsam mit BJR-Präsident Seitz mit, dass ein sogenanntes „Demokratie-Budget“ für die Jugendarbeit auf den Weg gebracht werden soll. Laut dem BJR-Präsidenten soll das Demokratie-Budget zusätzliche Mittel für Initiativen ermöglichen, die Jugendlichen eine stärkere Stimme geben und ihre aktive Beteiligung an demokratischen Prozessen fördern. Nach den Worten der bayerischen Sozialministerin Scharf umfasst das Demokratie-Budget ein Volumen von mehr als 2,5 Millionen Euro.
Im Mai 2024 tauschte sich das Beratungsnetzwerk Bayern gegen Rechtsextremismus bei einer von bayerischer und US-amerikanischer Seite organisierten Reise mit US-Akteuren aus dem staatlichen, wissenschaftlichen und zivilgesellschaftlichen Bereich aus. Wie das Bayerische Staatsministerium für Familie, Arbeit und Soziales mitteilte, sei die Reise als erster Schritt auf dem Weg zu einer transatlantischen Vernetzung und Kooperation im Präventionsbereich zu sehen. Im Zentrum der Reise standen die transatlantische Vernetzung zivilgesellschaftlicher Initiativen und der Austausch erprobter Präventionsansätze zwischen Bayern und den USA. Vor dem Hintergrund des international ansteigenden Rechtsextremismus informierten sich der US-Generalkonsul und die bayerische Sozialministerin über die Ergebnisse der transatlantischen Vernetzung.
Am 5. Oktober 2024 lud der bayerische Ministerpräsident Markus Söder gemeinsam mit der bayerischen Sozialministerin Ulrike Scharf und BJR-Präsident Philipp Seitz zu einem Jugendempfang des Ministerpräsidenten in die Residenz in München ein. 500 Gäste aus verschiedenen Bereichen der Jugendarbeit aus ganz Bayern waren dazu eingeladen. Beim Jugendempfang des Bayerischen Ministerpräsidenten konnten sich die Jugendlichen an verschiedenen Stationen informieren und austauschen. Mithilfe der Mitgliedsverbände des Bayerischen Jugendrings wurden Stationen rund um die Themen Digital Streetwork, Landeskoordinierungsstelle Bayern gegen Rechtsextremismus, Internationaler Jugend- und Schüler-Austausch, Fach- und Servicestelle Kinder- und Jugendbeteiligung, Beteiligungsverfahren zum Bayerischen Aktionsplan Queer ermöglicht. Darüber hinaus konnten die Jugendlichen in Workshops in den vertieften Austausch eintreten. Besonderer Fokus wurde hierbei auf das Ehrenamt gelegt. Die Ergebnisse der Workshops wurden im Anschluss dem Ministerpräsidenten und der Jugendministerin vorgestellt.
Am 25. Februar 2025 teilten die Landtagsfraktionen von CSU und Freien Wählern mit, dass sie alleine den Bayerischen Jugendring im Rahmen der sogenannten Fraktionsinitiativen mit zusätzlichen 1,9 Millionen Euro zur freien Verfügung unterstützen werden. Die Jugendarbeit in Bayern werde mit mehr als sechs Millionen Euro zusätzlich unterstützt. CSU-Fraktionsvorsitzender Klaus Holetschek sagte dazu im Bayerischen Landtag: „Allein die wertvolle Arbeit des Bayerischen Jugendrings unterstützen wir mit zusätzlichen 1,9 Millionen Euro.“
Im März 2025 teilten der bayerische Umweltminister Thorsten Glauber und BJR-Präsident Philipp Seitz mit, dass ein neues Fachprogramm zur Bildung für nachhaltige Entwicklung gestartet wird. Das neue Fachprogramm soll junge Menschen in den Mittelpunkt stellen und ihr Engagement für eine nachhaltige Entwicklung fördern, sagte BJR-Präsident Seitz. Mit einer Gesamtfördersumme von 400.000 Euro werden, verteilt über zwei Jahre, nach Angaben des bayerischen Umweltministeriums Einzelprojekte direkt unterstützt.
Ebenfalls im März 2025 startete der Bayerische Jugendring unter dem Titel „Jung und Engagiert“ ein neues Projekt zur Gewinnung junger Menschen für das Ehrenamt. Die Ehrenamtsbeauftragte der Bayerischen Staatsregierung, Gabi Schmidt, und BJR-Präsidenten Philipp Seitz erklärten, dass die Zielsetzung sei, Ideen zur Aktivierung junger Menschen für ehrenamtliches Engagement zu sammeln.

### Präsidenten
- 1947–1948: Alois Johannes Lippl
- 1948–1953: Martin Faltermaier
- 1953–1957: Eugen Polz
- 1957–1964: Arthur Bader
- 1964–1971: Hermann Kumpfmüller
- 1971–1981: Adolf Waibel
- 1981–1989: Robert Sauter
- 1989–2001: Gerhard Engel
- 2001–2010: Martina Kobriger
- 2011–2023: Matthias Fack
- seit 2023: Philipp Seitz

## Struktur
Der Bayerische Jugendring verwaltet sich selbst und wird dabei von der Bayerischen Staatsregierung beaufsichtigt. Als Körperschaft des öffentlichen Rechts nimmt er eine Sonderstellung unter den Jugendringen in Deutschland ein, denn damit übernimmt der BJR auch öffentliche Aufgaben. Für den Bereich der Jugendarbeit nimmt er zum Beispiel zudem die Aufgaben des überörtlichen Trägers der öffentlichen Jugendhilfe wahr. Von Jugendorganisationen gewählte Gremien des BJR befassen sich mit Aufgaben, die in anderen Ländern von staatlichen Behörden ausgeführt werden. Mitglieder des Bayerischen Jugendrings sind die meisten in Bayern aktiven Jugendverbände, welche aus ihren Reihen Vertreter in die Versammlungen des Bayerischen Jugendrings und seiner Gliederungen entsenden.
Der Bayerische Jugendring hat lokale Untergliederungen entsprechend den Gebietskörperschaften in Bayern. Er ist die Arbeitsgemeinschaft der 34 landesweiten und 40 (über-)regional tätigen Jugendverbände und 323 örtlichen Jugendorganisationen in Bayern.
Strukturell ist er in sieben Bezirksjugendringe, deren Zuständigkeitsbereich den bayerischen Regierungsbezirken entspricht, sowie 96 Stadt- und Kreisjugendringe, entsprechend den Landkreisen und kreisfreien Städten gegliedert.
Die Gliederungen des Bayerischen Jugendrings sind rechtlich nicht eigenständig, sondern vom Bayerischen Jugendring abhängig. In ihrer Entscheidungsfindung und ihrem Handeln sind sie aber weitgehend selbständig, für ihre Finanzierung kommen zum größten Teil die entsprechenden lokalen Gebietskörperschaften auf. Die Vollversammlungen der Gliederungen auf allen Ebenen bestehen aus Delegierten der im jeweiligen Gebiet tätigen Mitgliedsverbände, auf Bezirks- und auf Landesebene sind auch Delegierte der niedrigeren Jugendring-Ebenen vertreten.
Der Jugendring wählt einen Vorstand aus seiner Vollversammlung und unterhält eine Geschäftsstelle mit hauptberuflichem Personal zur Erfüllung seiner Aufgaben, die auf Landesebene vom Präsidenten bzw. auf Bezirks- und Kreis- oder Stadtebene vom jeweiligen Vorsitzenden geleitet wird.

## Einrichtungen
Der Bayerische Jugendring ist Träger von Einrichtungen für die Jugendarbeit mit bayernweiter Bedeutung. In Gauting betreibt er das Institut für Jugendarbeit, das Fortbildungsangebote für Mitarbeiter in der Jugendarbeit anbietet. Seit 1997 ist er Träger des Koordinierungszentrums Deutsch-Tschechischer Jugendaustausch Tandem in Regensburg. Seit 2012 ist der Bayerische Jugendring Träger der Landeskoordination Schule ohne Rassismus. Auch die Landeskoordinierungsstelle Bayern gegen Rechtsextremismus (LKS) ist eine Einrichtung des Bayerischen Jugendrings.

## Mitgliedsverbände
- Adventjugend Bayern
- Arbeiter-Samariter-Jugend, Bayern
- Bayerische Esperanto Jugend – Bavaria Julunaro
- Bayerische Fischerjugend im Landesfischereiverband Bayern
- Bayerisches Jugendrotkreuz
- Bayerische Jungbauernschaft e. V.
- Bayerische Schützenjugend im BSSB
- Bayerisch-Schwäbische Fastnachtsjugend
- Bayerische Siedlerbundjugend im Verband Wohneigentum
- Bayerische Sportjugend im Bayerischen Landes-Sportverband
- Bayerische Stenografenjugend
- Bayerische Trachtenjugend im Bayerischen Trachtenverband
- Bläserjugend im Allgäu-Schwäbischen Musikbund
- Bläserjugend im Musikbund von Ober- und Niederbayern
- Bläserjugend des Musikverbands Untermain
- Bund Alt-Katholischer Jugend in Bayern e. V.
- Bund der Alevitischen Jugendlichen in Bayern
- Bund der Deutschen Katholischen Jugend in Bayern
- Bund der Kaufmannsjugend im DHV
- Bund der Pfadfinder*innen, LV Bayern
- BUNDjugend Bayern, LV Bayern
- Chorjugend im Fränkischen Sängerbund
- Christliche Pfadfinderschaft Kreuzträger e. V.
- Club unterfränkischer SchülerInnen-Initiativen e. V.
- Deutsche Beamtenbund Jugend Bayern
- Deutscher Pfadfinderbund
- Deutscher Pfadfinder*innenbund Mosaik
- Deutsche Pfadfinder*innenschaft Sankt Georg, Landesstelle Bayern
- Deutsche Wanderjugend, LV Bayern
- DITIB Jugend Bayern[39]
- djo – Deutsche Jugend in Europa, LV Bayern
- DGB-Jugend Bayern
- Evangelische Jugend in Bayern
- Evangelisch-Reformierte Jugend Süddeutschlands
- Fastnachtsjugend Franken im Fastnacht-Verband Franken
- Gemeindejugendwerk Bayern im Bund Evangelisch-Freikirchlicher Gemeinden
- Gewerkschaftsjugend im DGB, Bezirk Bayern
- Johanniter-Jugend Bayern
- Jugend des Deutschen Alpenvereins, LV Bayern
- Jugend der Deutschen Lebens-Rettungs-Gesellschaft Bayern
- Jugend im Maintal-Sängerbund
- Jugendgruppe des Arbeiterkultur- und Bildungsvereins
- Jugendfeuerwehr im Landesfeuerwehrverband Bayern
- Jugendorganisation AFS Interkulturelle Begegnungen, LV Bayern
- Junge Briefmarkensammler in Bayern e. V.
- Junge Europäer Bayern e. V.
- Junge Menschen Freizeitclub e. V.
- Junge Presse Bayern e. V.
- Junge Tierfreunde im Verband Bayerischer Kaninchenzüchter
- Jugendclub Courage der DFG – Vereinigte KriegsgegnerInnen, LV Bayern
- Jugendnetzwerk Lambda Bayern e. V.
- Kinder- u. Jugendwerk der Evangelisch-methodistischen Kirche Bayern
- Landesjugendwerk der AWO Bayern
- Landesjugendgruppe im Verband Bayerischer Rassegeflügelzüchter
- Jugendgruppen des Landesverbands für Gartenbau und Landespflege
- Landesjugendorganisation Bayern im Deutschen Amateur-Radio-Club
- Landesjugendwerk des Bundes Freikirchlicher Pfingstgemeinden Bayern
- Bund der Alevitischen Jugend in Bayern[40]
- Landesverband Bayerischer Junggärtner e. V.
- Malteser Jugend Bayern
- Musikinitiativen Oberbayern e. V.
- Naturfreundejugend Deutschlands, LV Bayern e. V.
- Naturschutzjugend im LBV
- Nordbayerische Bläserjugend e. V.
- Oberpfälzer Schützenjugend im Oberpfälzer Schützenbund
- Pfadfinderschaft Grenzland
- Pfadfinderinnenschaft St. Georg, AG Bayern
- Pfadfinderbund Weltenbummler Landesverband Bayern e. V.
- Solidaritätsjugend Deutschlands, LV Bayern
- Sozialistische Jugend Deutschlands – Die Falken, LV Bayern
- THW-Jugend Bayern
- Tierschutzjugend im Tierschutzbund Bayern
- Verband Christlicher Pfadfinder*innen, LV Bayern
- Vereine junger Menschen mit Migrationshintergrund